# Jaume Fiella

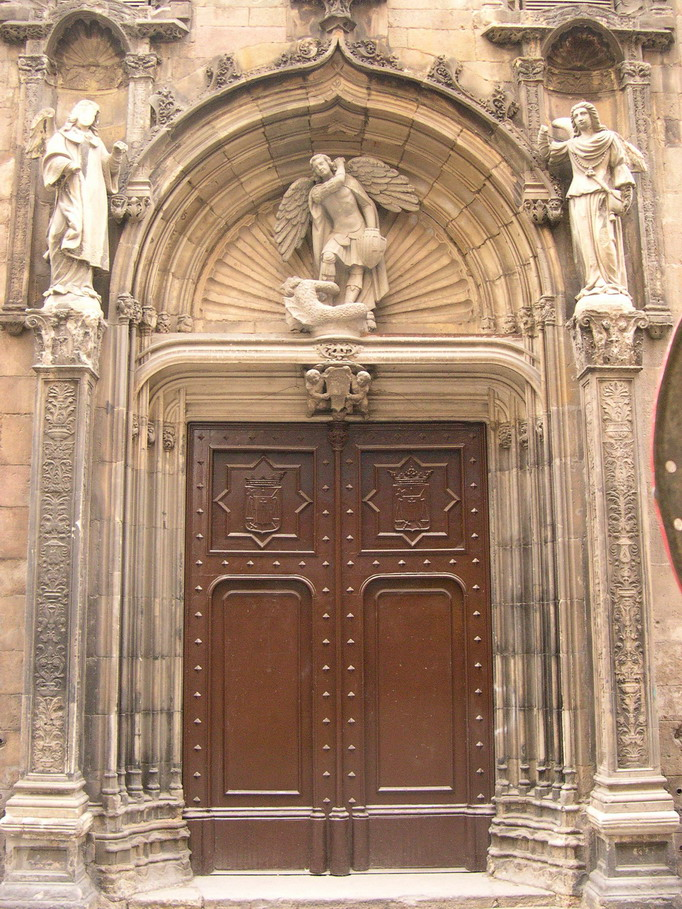
L'església de Sant Miquel que Jaume Fiella va fer decorar ja no existeix, però la façana amb les talles de Ducroux es va incorporar com a façana lateral de la basílica de la Mercè.

Jaume Fiella (Tremp,? - ?, setembre del 1522) fou doctor en dret canònic i civil, degà de Barcelona i President de la Generalitat de Catalunya de 1514 a 1515).
Era fill de Joan i Constança; va néixer a mitjan segle xv i va tenir tres germans, Antoni Joan, Esperança i Orient. Va ser un dels més destacats personatges de la seva ciutat, on va fundar un hospital per a pobres el 3 de setembre del 1521. Estudià a Lleida, Tolosa de Llenguadoc i Roma, on visqué des del 1471, i durant onze anys, treballant d'abreviador per a la Santa Seu, nomenat per Sixt IV. Se sap que residí a Barcelona a partir del 1495, on ja fou degà i canonge de la seu, si bé sembla que abans havia estat abat a Santa Cecília de Montserrat o de Sant Pere de Montsó. De la seva estança a Roma prové l'estreta relació que Fiella va mantenir amb el valencià Roderic de Borja, futur papa Alexandre VI, qui el 1492 obtingué protagonisme en promulgar la butlla que repartia les conquestes futures d'Espanya i Portugal a l'oest i est de les Açores, respectivament. Entre el 1504 i 1507, participà en actes de la Inquisició. Actuà en multitud de sentències arbitrals en temes eclesiàstics. Encarregà Gabriel Pellisser i René Ducloux la decoració goticorenaixentista de l'església de Sant Miquel (Barcelona), el 1516. Va ser nomenat president de la Generalitat el 18 de juliol del 1514, per a substituir Joan d'Aragó, que havia presentat la seva renúncia.
Al seu poble nadal, va fundar l'any 1521 l'Hospital de pobres del qual l'edifici en l'actualitat serveix de jutjats de primera instància.